# Cēsis
Cēsis (/tseːsis/ ; en polonais : Kieś ; en live : Venden ; en allemand : Wenden) est une ville de la région de Vidzeme, dans le nord de la Lettonie. Jusqu'à la réforme territoriale de 2009, la ville était le chef-lieu du rajons de Cesis. Aujourd'hui, la cité est le centre administratif de la municipalité (novads) de Cēsis. Sa population s'élevait à 16 093 habitants en 2013.

## Géographie
La ville est arrosée par la rivière Gauja et se trouve à l'entrée nord du parc national du même nom, à 81 km au nord-est de Riga.

## Histoire

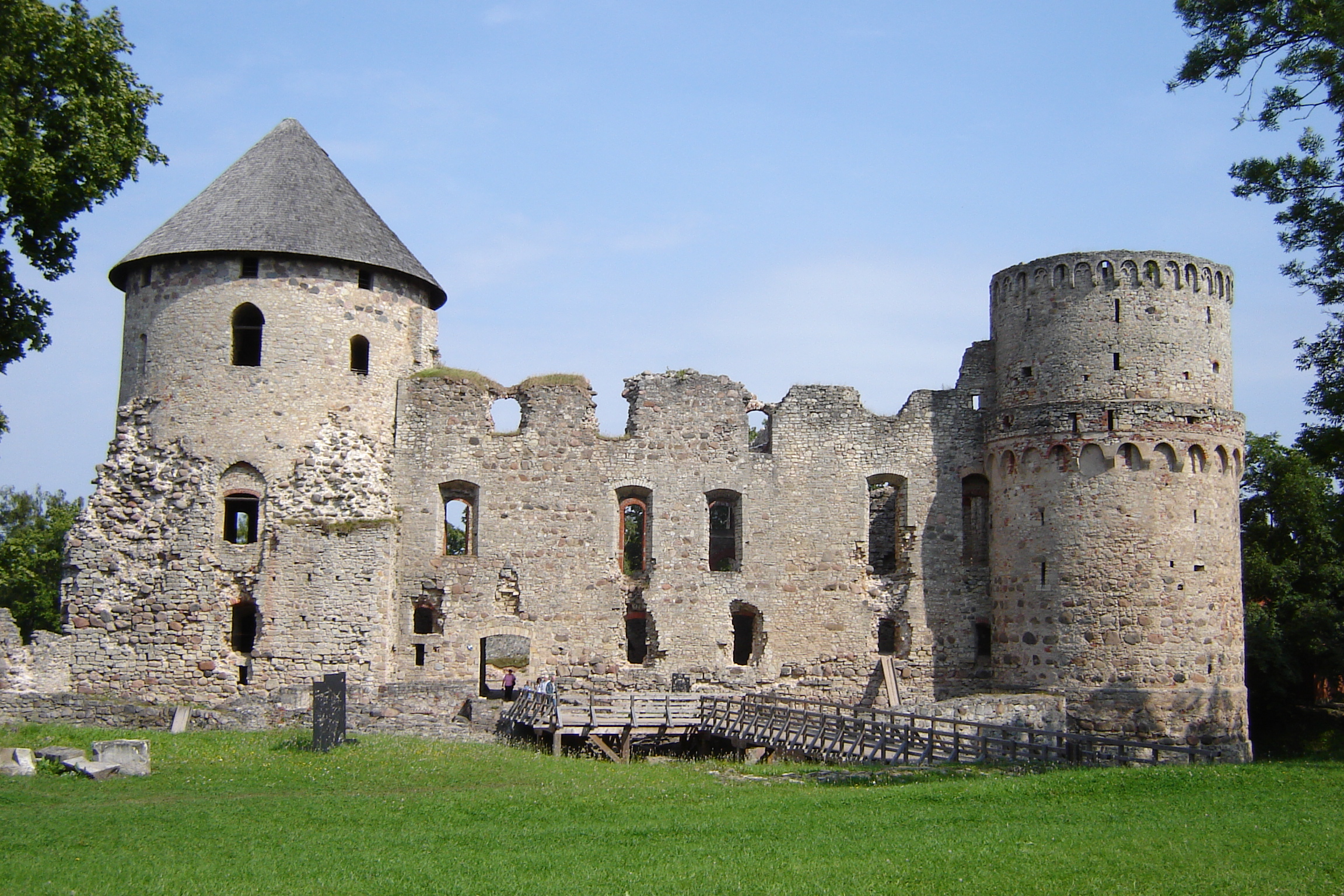
Château de Wenden.

Une fois la conquête terminée, les nouveaux seigneurs de la région, les chevaliers Porte-Glaive sous le commandement du grand-maître Wenno, vers 1206 fit construire un fort sur une colline au-dessus de la Gauja. En 1209, le successeur de Wenno, Volkwin, ordonna la construction du château de Wenden. Le bourg de Cēsis est mentionné pour la première fois en 1224. L'emplacement du château est au cœur de nombreuses batailles : Cēsis 1210 (en), Wenden 1577-1578 (en), Wenden 1601 (en), Wenden-Selburg 1626 (septembre) (en), et Wenden 1626 (décembre) (en).
L'église paroissiale de Saint-Jean fut édifiée à partir de 1284. La ville bénéficie d'un emplacement stratégique sur la route commerciale reliant Riga et Pskov. On y trouve la plus ancienne brasserie d'Europe du Nord, qui date de 1590.
Au XVIe siècle, Cēsis devient un centre de la Réforme protestante. La ville a été fortement souffert pendant la guerre de Livonie, de 1558 à 1583 ; elle se met sous le patronage de la république des Deux Nations et a ensuite été reconvertie au catholicisme par Étienne Báthory. Incorporée dans le duché de Livonie par Sigismond Vasa, Cēsis est conquise par l'armée suédoise du roi Gustave II Adolphe en 1621.
En juin 1919, lors de la guerre d'indépendance de la Lettonie, les forces lettonnes et estoniennes ont défait les troupes germano-baltes de la Baltische Landeswehr dans la bataille de Wenden.
La ville fête ses 800 ans en 2006.

## Population
Recensements (*) ou estimations de la population :
| 1897* | 1920  | 1925  | 1935  | 1939  |
| ----- | ----- | ----- | ----- | ----- |
| 6 356 | 6 452 | 8 047 | 8 748 | 8 500 |

| 1959*  | 1970*  | 1979*  | 1989*  | 2000*  |
| ------ | ------ | ------ | ------ | ------ |
| 13 839 | 17 696 | 20 958 | 22 013 | 18 732 |

| 2005   | 2011*  | 2012   | 2013   | 2014 |
| ------ | ------ | ------ | ------ | ---- |
| 18 598 | 16 764 | 16 384 | 16 093 | -    |

Structure par âge en 2006 :
- moins de 7 ans : 1 005
- 7 à 18 ans : 2 964
- 18 à 60 ans : 11 229

Nationalités (2006) :
- Lettons : 15 130
- Russes : 2 113
- Biélorusses : 225
- Polonais : 194

Taux de chômage (2006) : 5,5 %

## Jumelage
La ville de Cēsis est jumelée avec :
- Achim (Allemagne)
- Rokiškis (Lituanie)
- Tyresö (Suède)
- Venafro (Italie)
- Varèse (Italie)
- Rakvere (Estonie)

## À voir
- Le vieux château, Château de Wenden, de l'Ordre Livonien
- Le nouveau château
- La vieille ville
- Les parcs de mai
- Le parc du château
- L'église Saint-Jean
- La colonne de la victoire

## Galerie

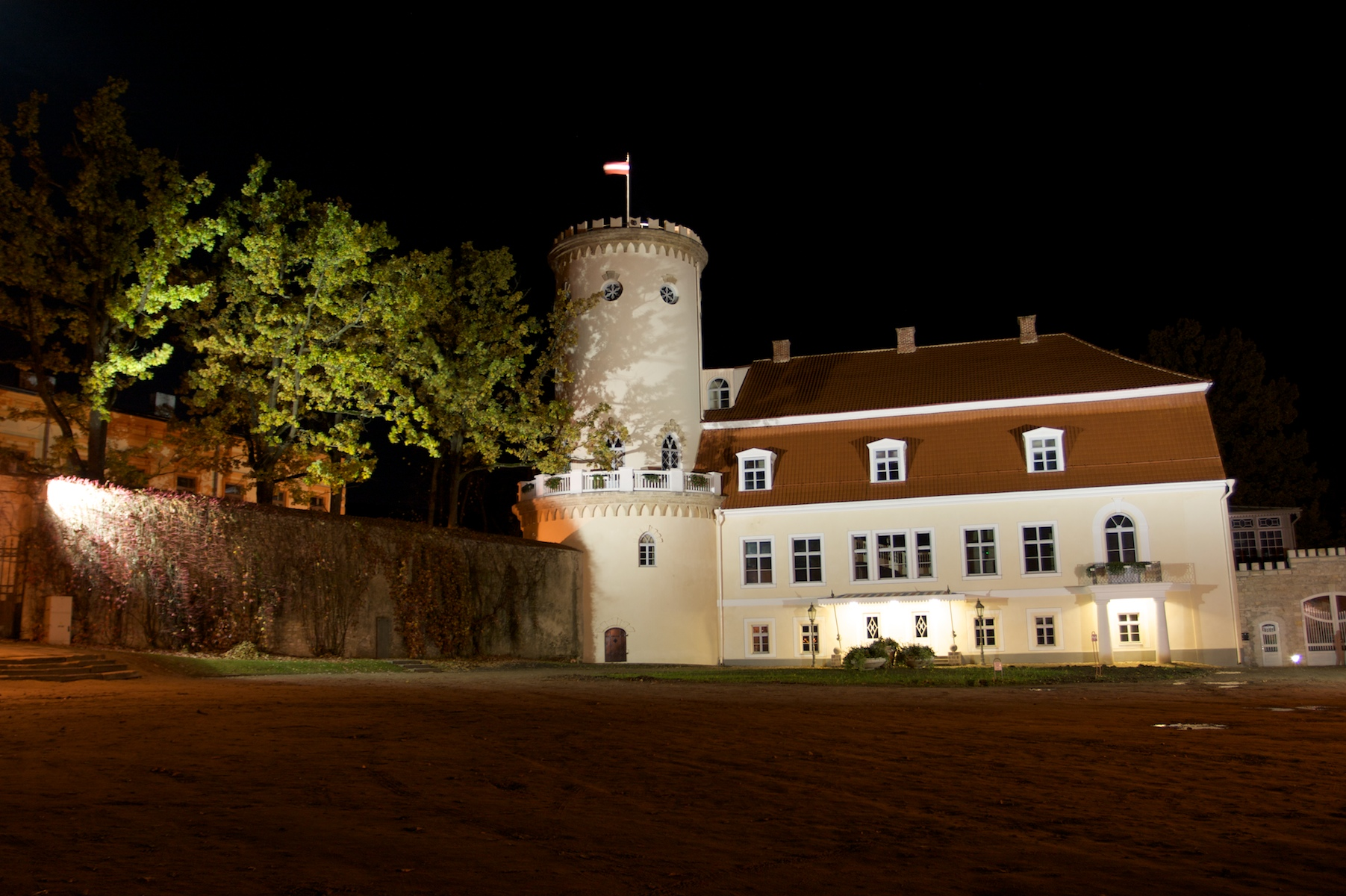
Nouveau musée de Cēsis.
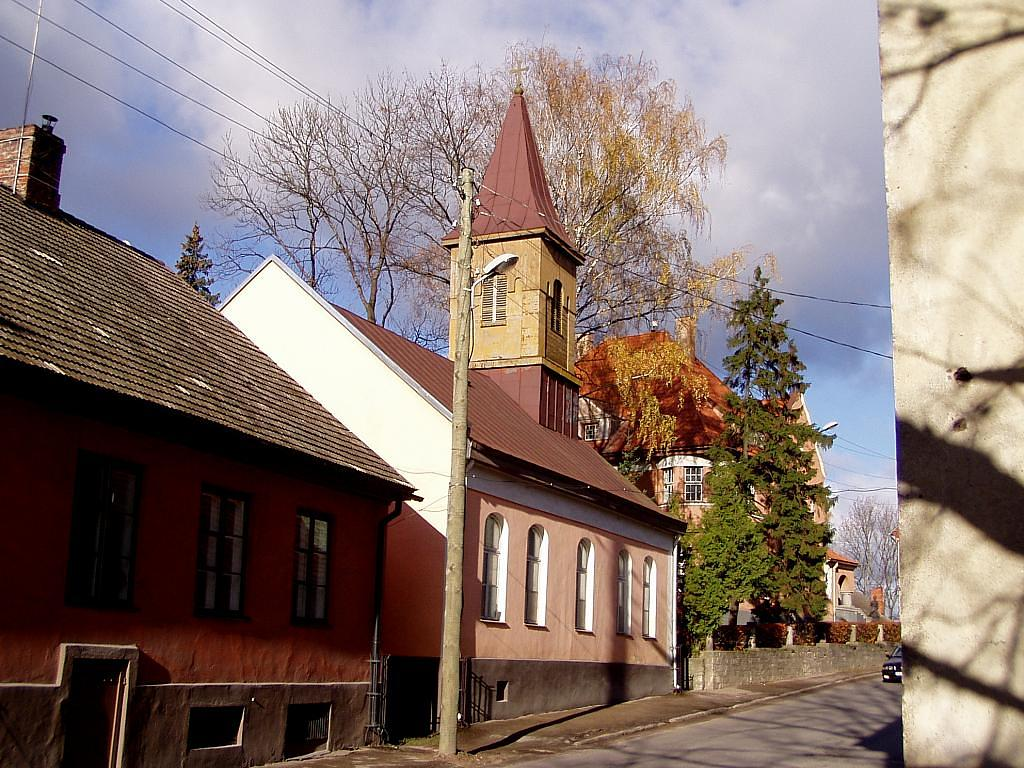
Église catholique de Cēsis
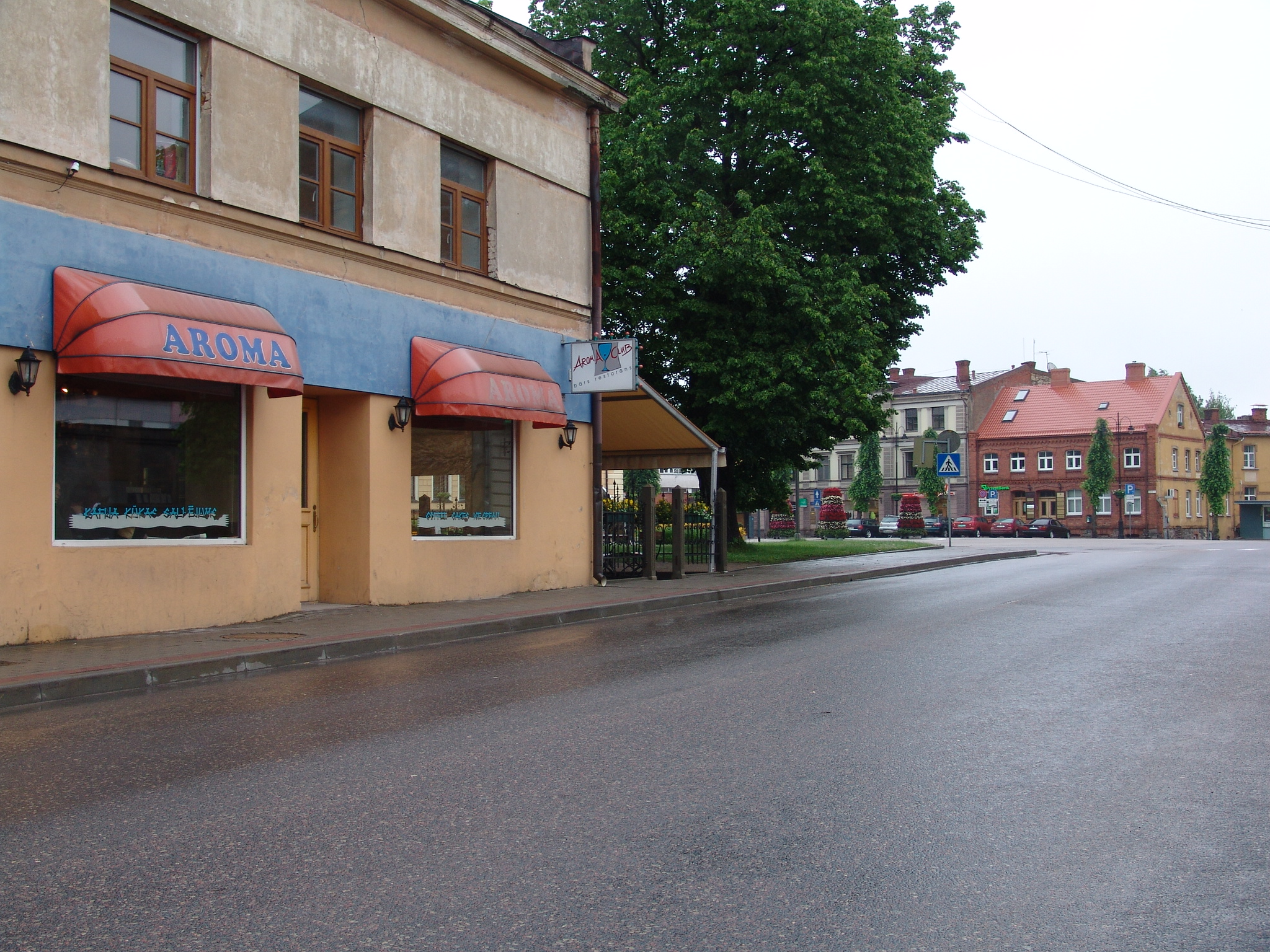
Le café Aromaclub.
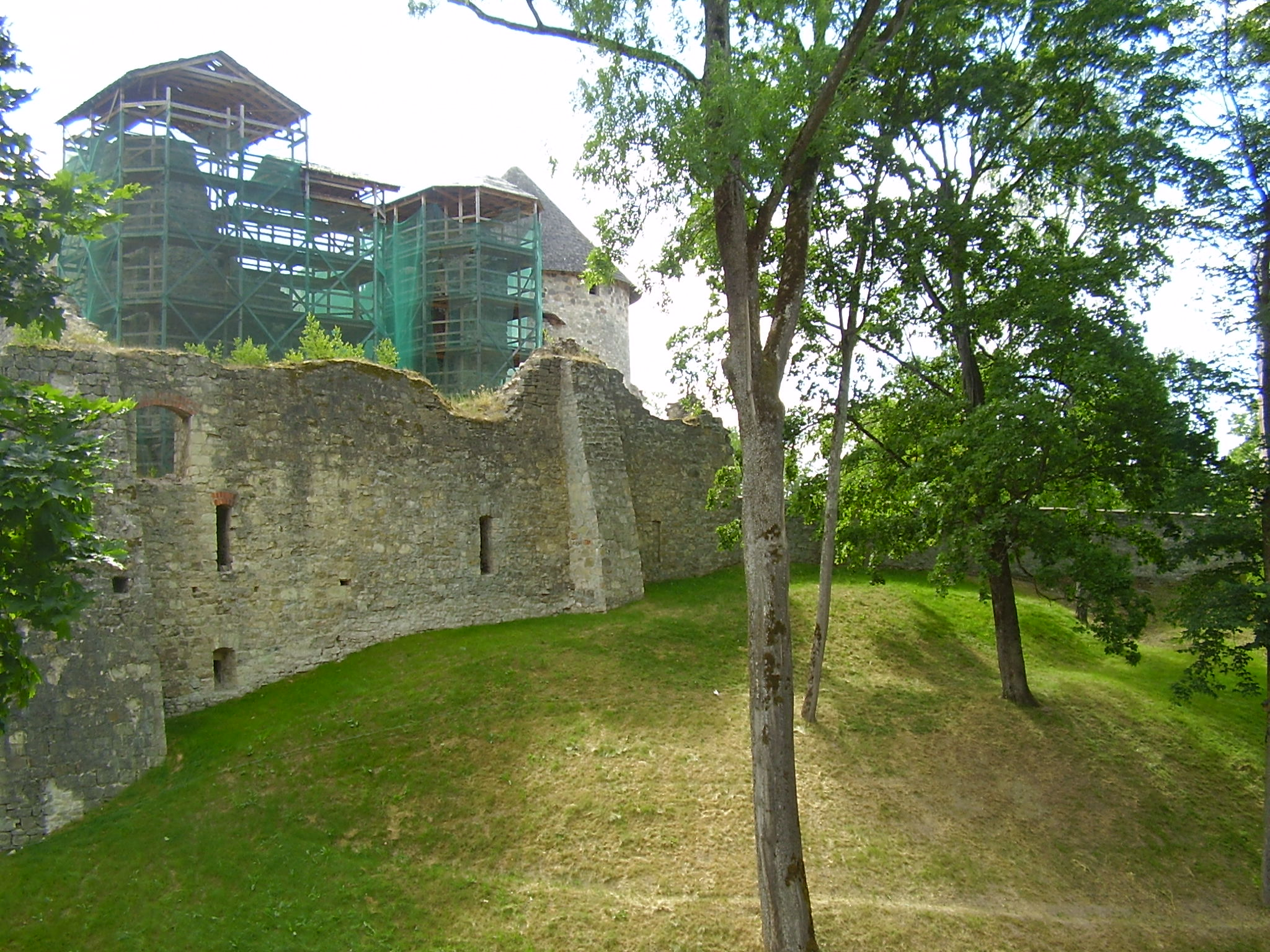
Le vieux château en restauration
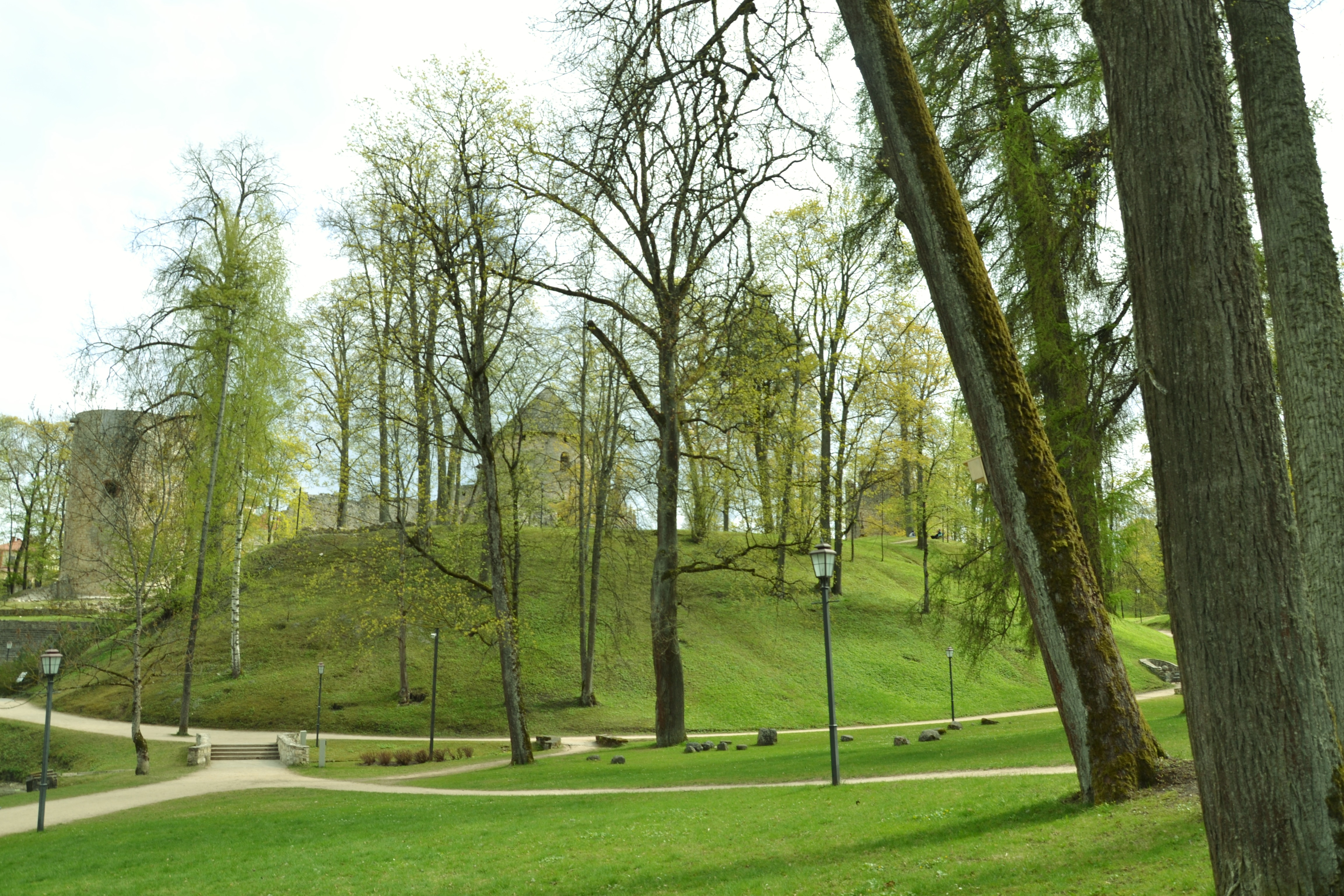
Le Castro Riekstukalns
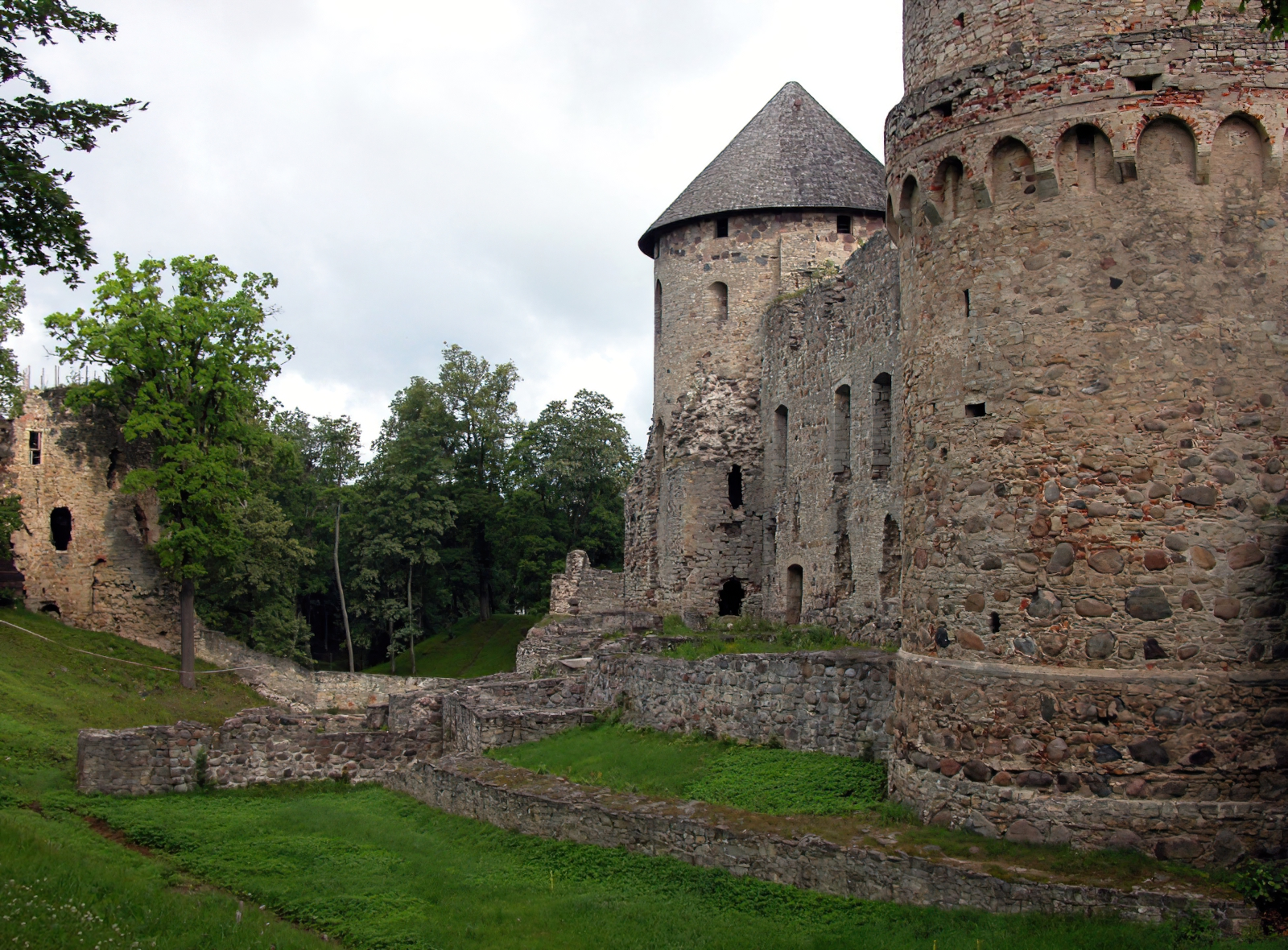
Le vieux château
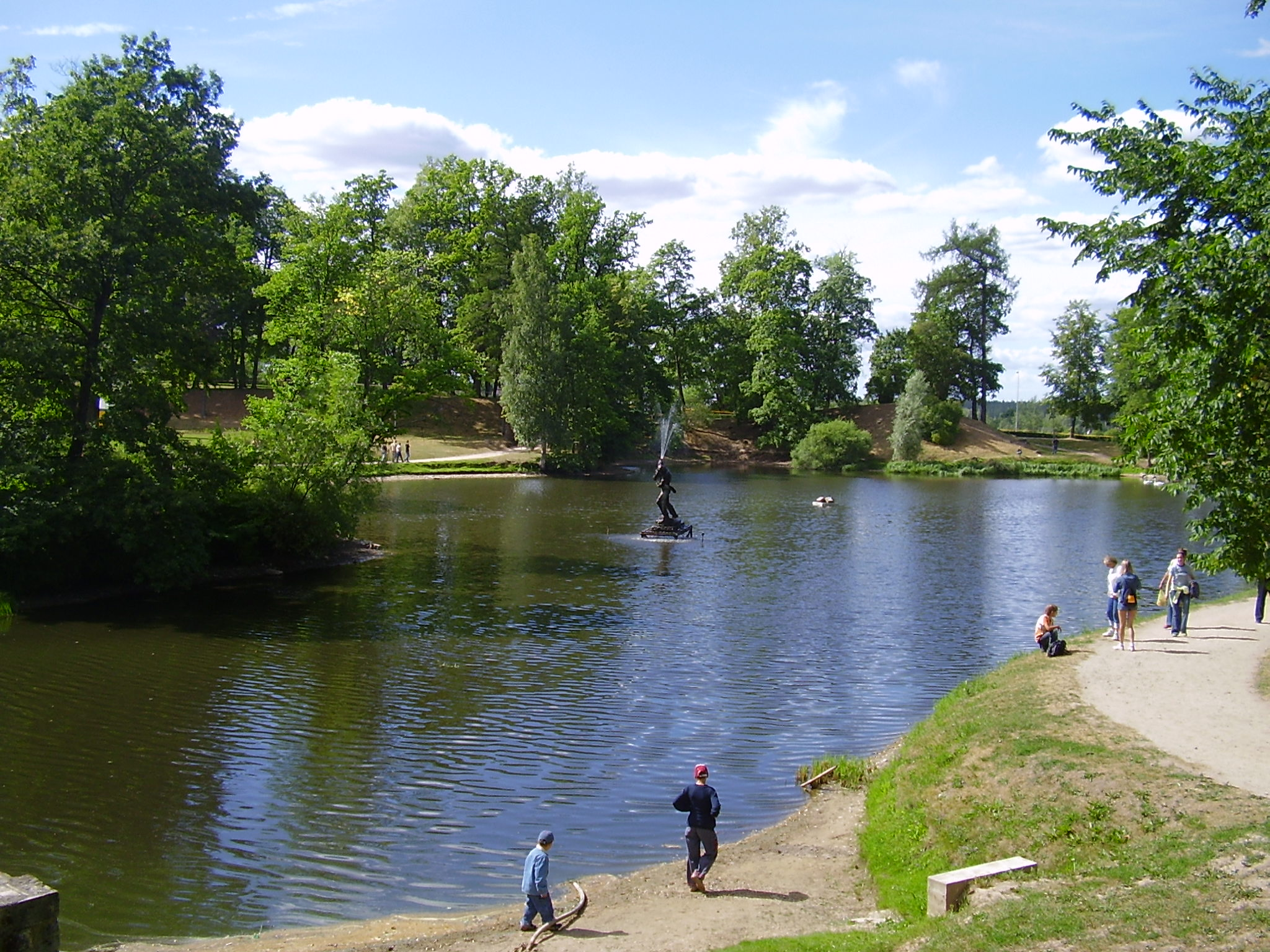
Le parc du vieux château
La place Vienības
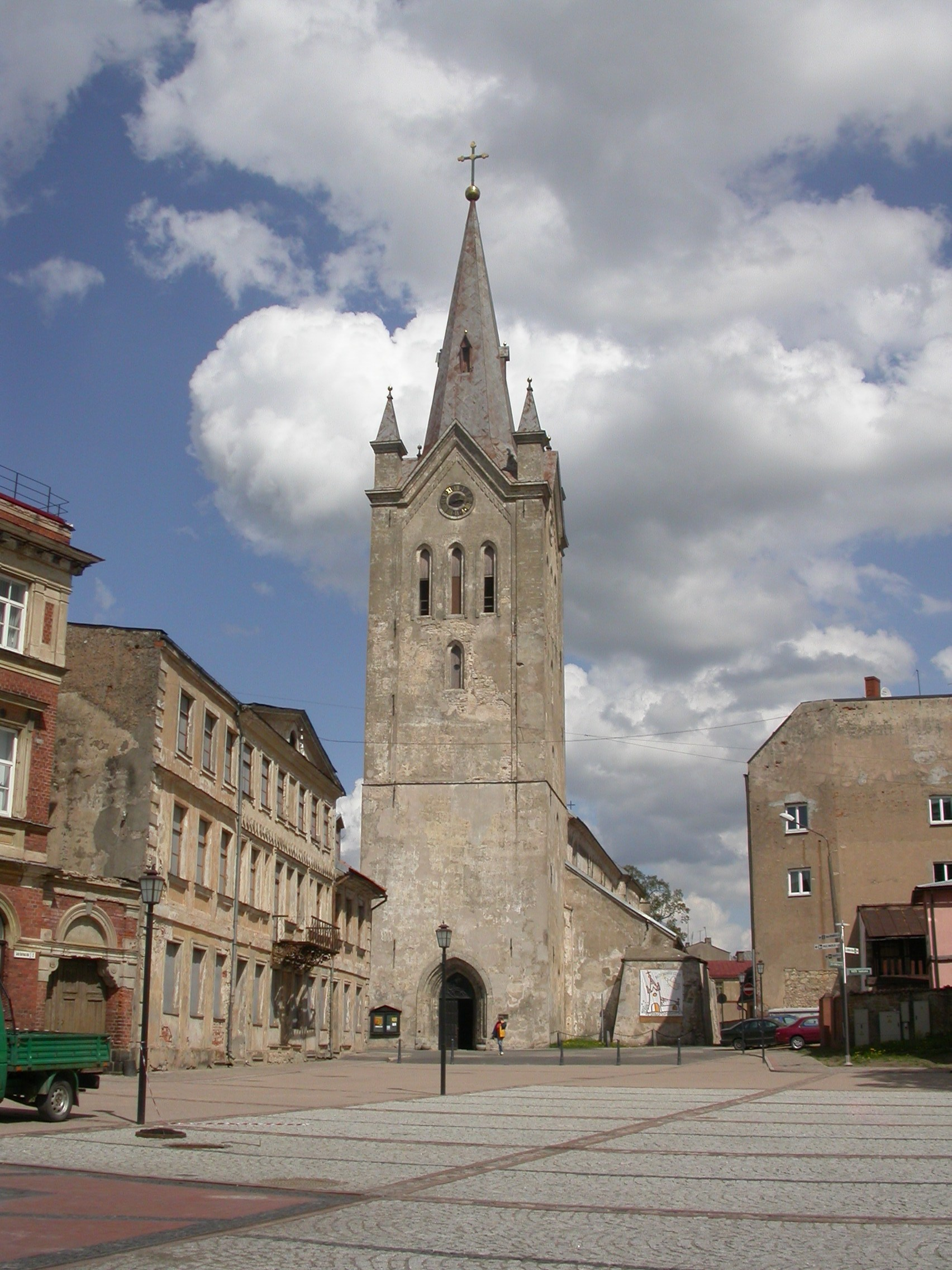
Église évangélique luthérienne de Cēsis
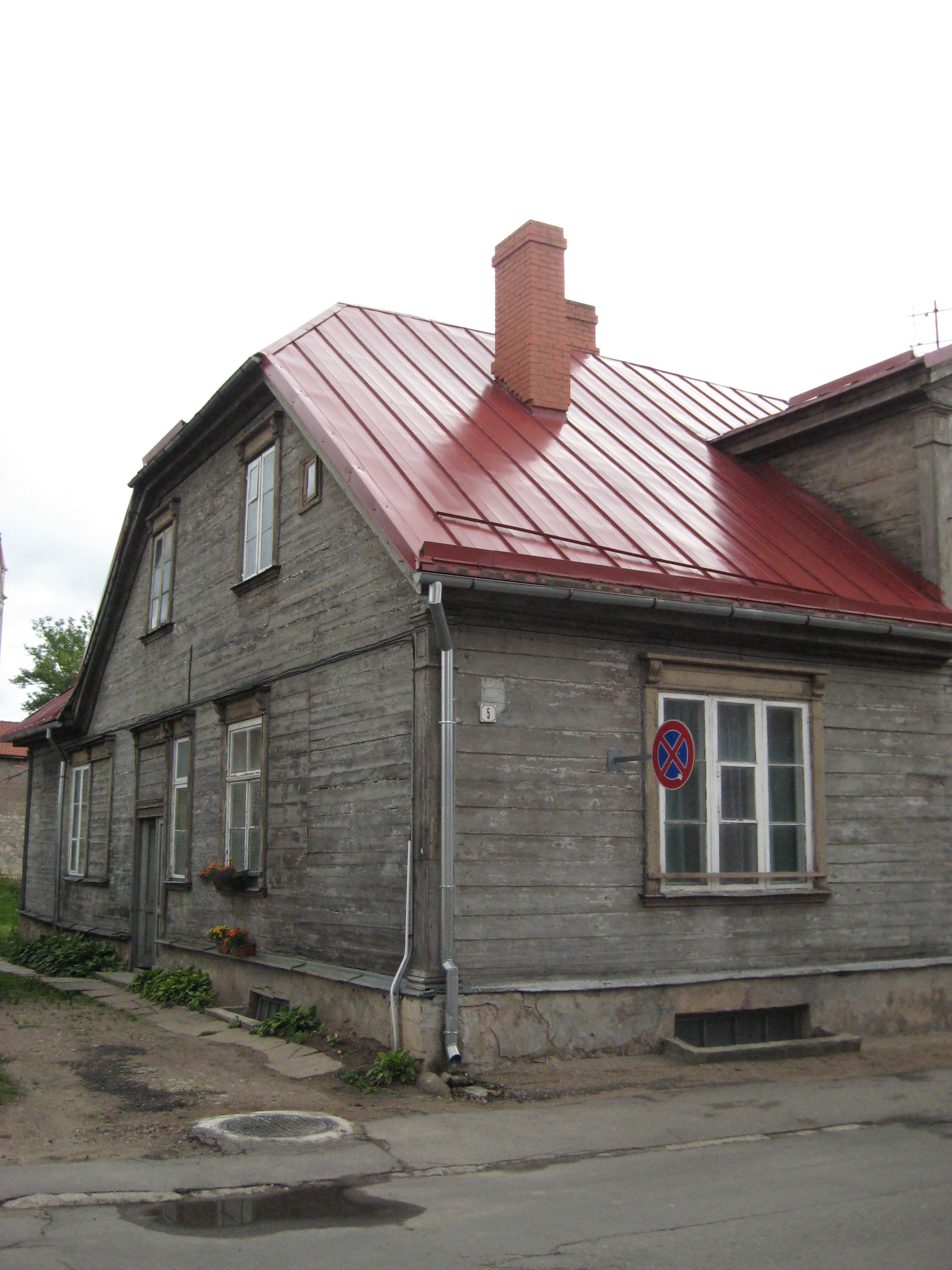
Vieux quartier de Cēsis
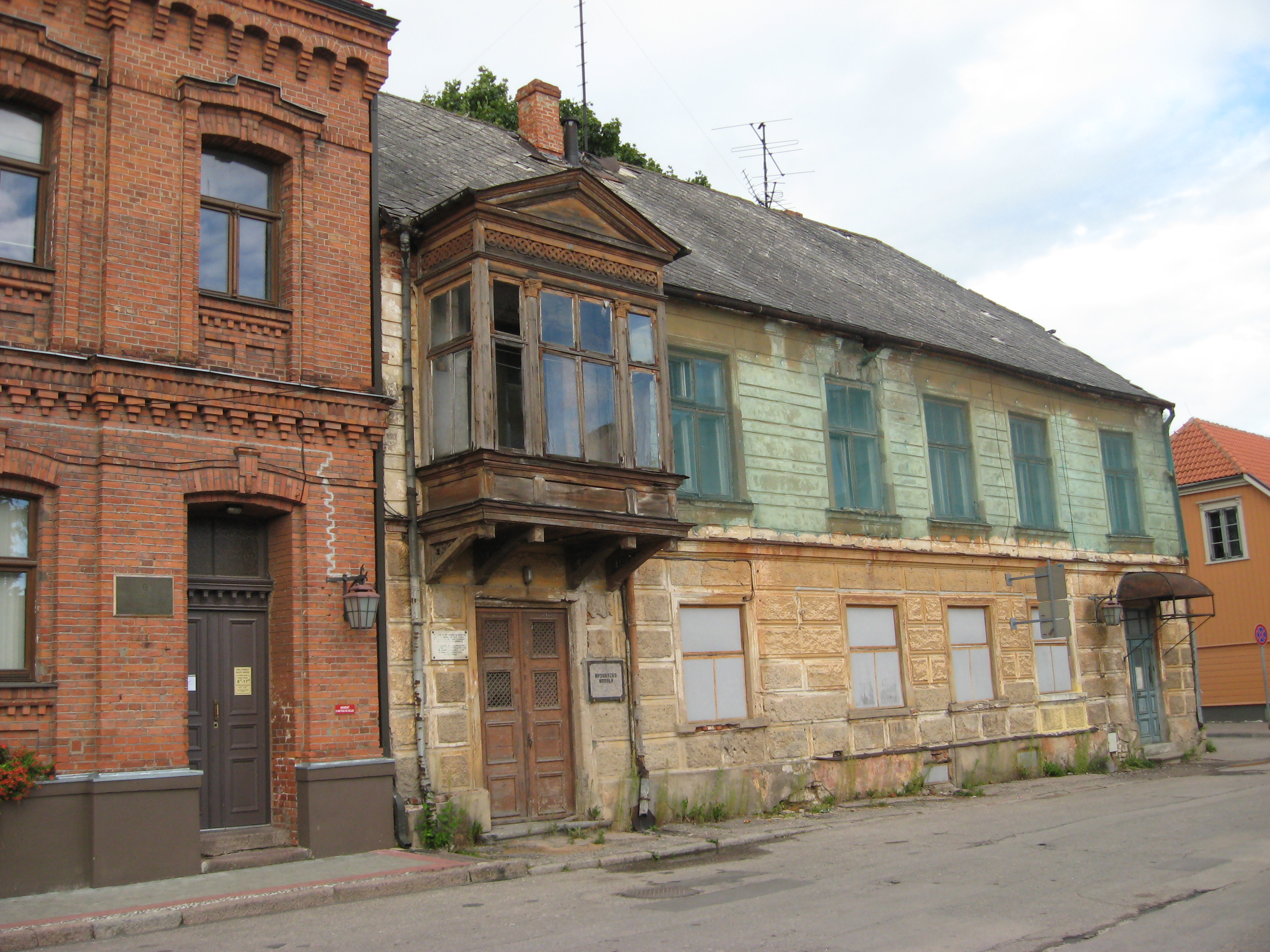
Vieux quartier de Cēsis

## Personnalités
- Baiba Bendika (1991-), biathlète
- Rodions Kurucs (1998-), joueur de basket-ball
- Aleksandrs Drēviņš (1989-1938), peintre avant-gardiste
- Laima Vaikule (1954-), chanteuse de variété
- Haralds Sīmanis (1951-2022), chanteur
- Alfrēds Kalniņš (1879–1951), compositeur
- Eduard Erdmann (1896-1958), musicien et compositeur
- Anita Stukāne (1954-), athlète soviétique
- Edvīns Ķeņģis (1959-), joueur d'échecs
- Ingrīda Amantova (1960-), lugeuse
- Gerda Krūmiņa (1984-), biathlète
- Johann von Sievers (1778-1827), général de l'armée impériale russe
- Emanuel von Sievers (1817-1909), sénateur de l'Empire russe
- Heinrich Leonhard Adolphi (1852-1918), ministre et problémiste[5]
- Max Hildebert Boehm (1861-1968), sociologue[6]